# スーパーロボットシューティング
『スーパーロボットシューティング』は、1997年3月21日にバンプレストから発売されたプレイステーション用3Dポリゴンシューティングゲームである。
νガンダム、マジンガーZ、ダンクーガ、コンバトラーV、真・ゲッター1のゼンマイ人形をセットした限定版「スーパーDXセット」も発売された（この人形はエヴァ初号機を加えてセガサターン版『スーパーロボット大戦F』の初回特典にも流用された）。

## 概要
7大スーパーロボットを操作し、地上、宇宙、バイストンウェルを舞台にせまり来る敵を粉砕していくゲーム。テュポーンが再生したかつての強敵を倒せばステージクリア。全8ステージ。
手前から奥に向かって進み、視点はロボットの背後からの三人称視点となっている。

## ストーリー
いくつかの大戦を乗り越え、ようやく平和が訪れた地球。しかし今、その地球を目指して、2つの機械生命体「テュポーン」と「プロメテウス」が外宇宙から接近していた。
「テュポーン」は進路の物体を破壊しながら、宇宙の闇を突き進んでいた。「プロメテウス」は地球の大気圏にて捨て身の体当たりを仕掛け、「テュポーン」を破壊した。これで地球は、謎の脅威から解き放たれたように思われた…。
しかし調査に出たモビルスーツ隊がそこで見たものは、モビルスーツを喰らい自己修復していく「テュポーン」の姿であった。「テュポーン」は調査隊を全滅させ、その残骸に寄生することで地球上に自分の舞台を作り上げていった。
この惨状に「プロメテウス」は地球上に存在するスーパーロボットを招集。νガンダム、マジンガーZ、ビルバイン、ダンクーガ、ライディーン、コンバトラーV、真・ゲッター1は謎の機械生命体「テュポーン」を倒すため、敢然と立ち上がったのである。
果たして人類は「テュポーン」の侵略を阻止できるのであろうか?

## 基本操作
十字キーで移動

### 攻撃方法
ノーマルショット
○ボタン。通常攻撃。
エクストラショット
×ボタン。エクストラゲージを消費して放つ中パワーの攻撃。相手をロックするホーミング系と貫通弾系に分かれる。一度撃つとゲージが溜まるまで使えない。
スーパーエクストラショット
□ボタン。画面全体の敵を一掃する攻撃。1ステージに付き3回使える。

## オリジナルキャラクター
デザインは石川賢が担当。
プロメテウス（声優：皆口裕子）
本作のスーパーロボット達の指揮官。暴走したテュポーンを止めるべく外宇宙からやって来た機械生命体。スーパーロボット達の母艦としても機能する。地球にテュポーンの脅威を知らせる。
外見は巨大な女神像にも似ているが、コアはヒューマノイドタイプ。テュポーンの行動原理を聞かされた際には驚愕し、涙した。
テュポーン（声優：菊池正美）
本作の敵。この世に存在するあらゆる物質を食らい、寄生する事ができる機械生命体。自己再生能力を持つ。外見は龍に似ているが、コアはヒューマノイドタイプ。
最終面では「衛星寄生」なる能力で月と融合し、地球の破壊を目論む。それを阻止しようとするスーパーロボットが中心核に乗り込むと、自らの分身たる「ガーディアンテュポーン」を差し向けて迎撃してくる。
正体は、宇宙の摂理を乱す「悪しき力」を粛清すべく作られた存在。その原理に則ってプロメテウス種族を粛清した。スーパーロボット達の前に敗北した後、地球人がその過ぎた力により自滅するであろうことや、その前に第2のテュポーン・プログラムが襲来することを予言し、散る。

## 登場ロボット
νガンダム（登場作品：機動戦士ガンダム 逆襲のシャア）
パイロット アムロ・レイ（声優：古谷徹）
ノーマルショット ビームライフル
エクストラショット ミサイルランチャー（ホーミング系）
スーパーエクストラショット フィン・ファンネル
マジンガーZ（登場作品：マジンガーZ）
パイロット 兜甲児（声優：石丸博也）
ノーマルショット 光子力ビーム
エクストラショット ロケットパンチ（ホーミング系）
スーパーエクストラショット ブレストファイヤー
ビルバイン（登場作品：聖戦士ダンバイン）
パイロット ショウ・ザマ（声優：中原茂）
ノーマルショット オーラ斬り
エクストラショット オーラキャノン（貫通弾系）
スーパーエクストラショット オーラ力
ダンクーガ（登場作品：超獣機神ダンクーガ）
パイロット 藤原忍（声優：矢尾一樹）
ノーマルショット 連装キャノン砲
エクストラショット 断空砲（ホーミング+貫通弾系）
スーパーエクストラショット 断空剣
ライディーン（登場作品：勇者ライディーン）
パイロット ひびき洸（声優：神谷明）
ノーマルショット ゴッドミサイル
エクストラショット ゴッドゴーガン（ホーミング系）
スーパーエクストラショット ゴッドバード
コン・バトラーV（登場作品：超電磁ロボ コン・バトラーV）
パイロット 葵豹馬（声優：三ツ矢雄二）
ノーマルショット Vレーザー
エクストラショット 超電磁ヨーヨー（ホーミング系）
スーパーエクストラショット 超電磁スピン
真・ゲッター1（登場作品：真ゲッターロボ(原作漫画版)）
パイロット 流竜馬（声優：神谷明）
ノーマルショット ゲッタービーム
エクストラショット ストナーサンシャイン（貫通弾系）
スーパーエクストラショット 真・シャインスパーク

## ステージ
1. 小惑星アクシズエリア（ガンダムステージ ボス：サザビー）
2. シベリア寒冷地帯（マジンガーステージ ボス：飛行要塞グール）
3. バイストンウェル エリア（ダンバインステージ ボス：ズワァース）
4. 中近東砂漠地域（ダンクーガステージ ボス：デスガイヤー戦闘空母）
5. ダンジョン（ライディーンステージ ボス：妖魔大帝バラオ）
6. 太平洋深海キャンベル前線基地（コンバトラーステージ ボス：オレアナ）
7. 火山地帯（ゲッターステージ ボス：無敵戦艦ダイ）
8. 月（テュポーンステージ ボス：ガーディアンテュポーン）